# Coscinia strandi
Coscinia strandi là một loài bướm đêm thuộc phân họ Arctiinae, họ Erebidae.